# Seeheim-Jugenheim
Seeheim-Jugenheim è un comune tedesco di 16 627 abitanti, situato nel Land dell'Assia.